# Штеделевский художественный институт
Штеделевский художественный институт и городская галерея (нем. Städelsches Kunstinstitut und Städtische Galerie); разг. Штедель — художественный музей во Франкфурте-на-Майне, одно из наиболее значимых собраний искусства в Германии. В музее находятся 2700 картин (600 из которых в действующей экспозиции) и 600 скульптур, собрание графики составляет около ста тысяч работ. Его экспозиция занимает около 7 000 м2 (75 000 кв. футов), а библиотека насчитывает 115 000 книг.

## История
Был основан в 1817 году и является одним из старейших музеев Франкфурта. Своё название художественный институт получил по имени его основателя — франкфуртского банкира и коммерсанта Иоганна Фридриха Штеделя,(1728-1816), который оставил свой дом, коллекцию произведений искусства и состояние, указав в завещании просьбу о создании института. Предназначение художественного института — публичная галерея и школа искусств.
В 1878 году появилось новое здание музейного комплекса на Музейной набережной. Архитектура типична для эпохи грюндерства. Сильно пострадав во время Второй мировой войны, здание было реконструировано по проекту франкфуртского архитектора Йоханнеса Крана в 1966 году.
Выставочная площадь увеличилась в 1990 году за счёт нового здания на Хольбайнштрассе (проект Г. Пайхля), которое используется для размещения фондов искусства XX века и специализированных выставок. В 1997—1999 годах проведена реконструкция старого здания.
В 2012 году Штеделевский художественный институт был признан музеем года по версии немецкой ассоциации искусствоведов AICA. В том же году музей зарегистрировал самые высокие показатели посещаемости за всю свою историю — 447 395 человек. В 2020 году музей посетили 318 732 человека, что на 45 % меньше, чем в 2019 году, из-за пандемии COVID-19. Он занял 71-е место в списке самых посещаемых художественных музеев в 2020 году.
В Штеделевском художественном институте представлена европейская живопись семи веков, начиная с начала XIV века, до поздней готики, Ренессанса, барокко XIX, XX и XXI веков. Большая коллекция гравюр и рисунков не выставлена на постоянной основе и занимает первый этаж музея. С бумажными работами, не представленными в экспозиции, можно ознакомиться по предварительной записи.
В галерее есть отдел консервации, который проводит работы по сохранению и реставрации коллекции.

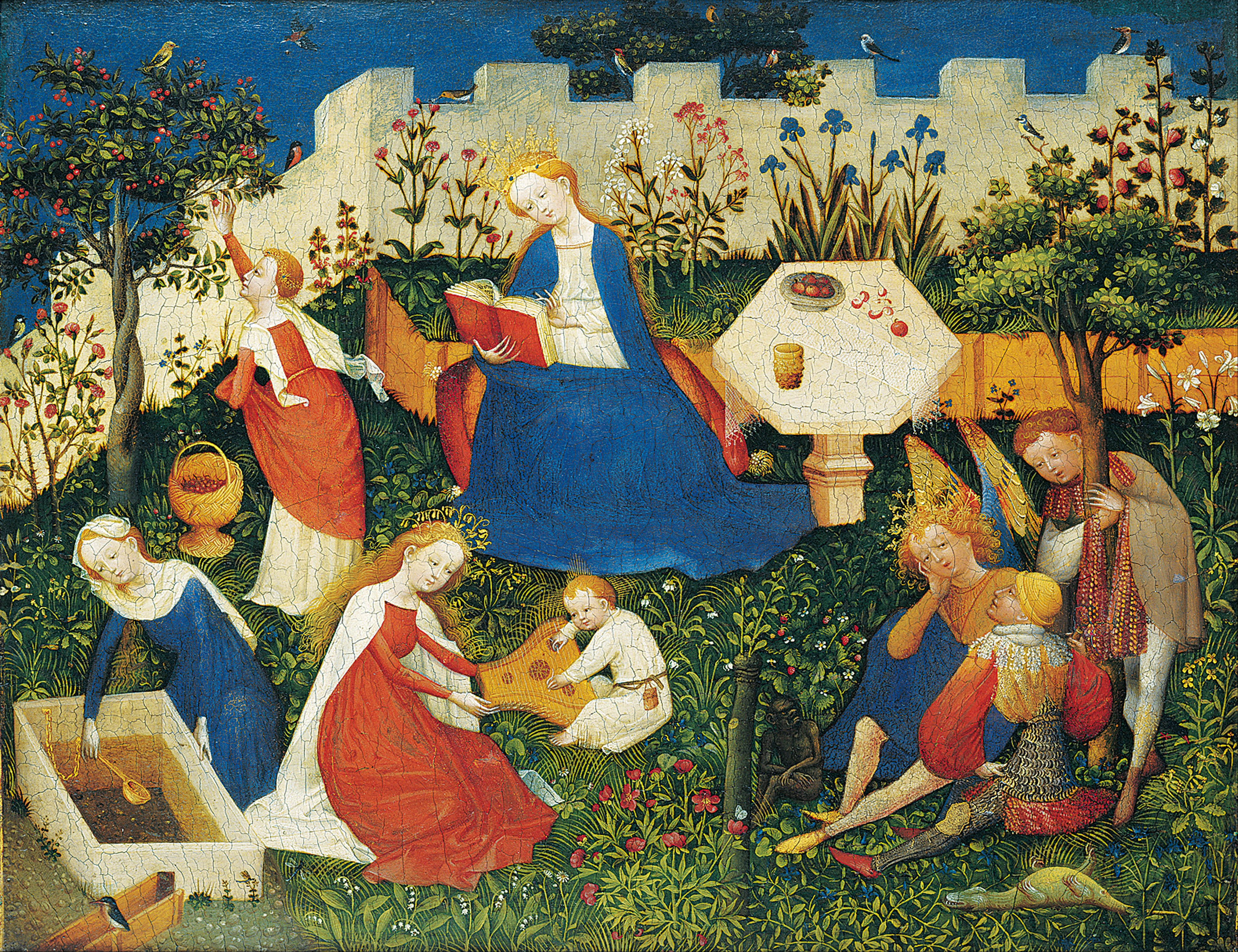
Верхнерейнский мастер. Райский сад. Ок. 1410-1420 г.
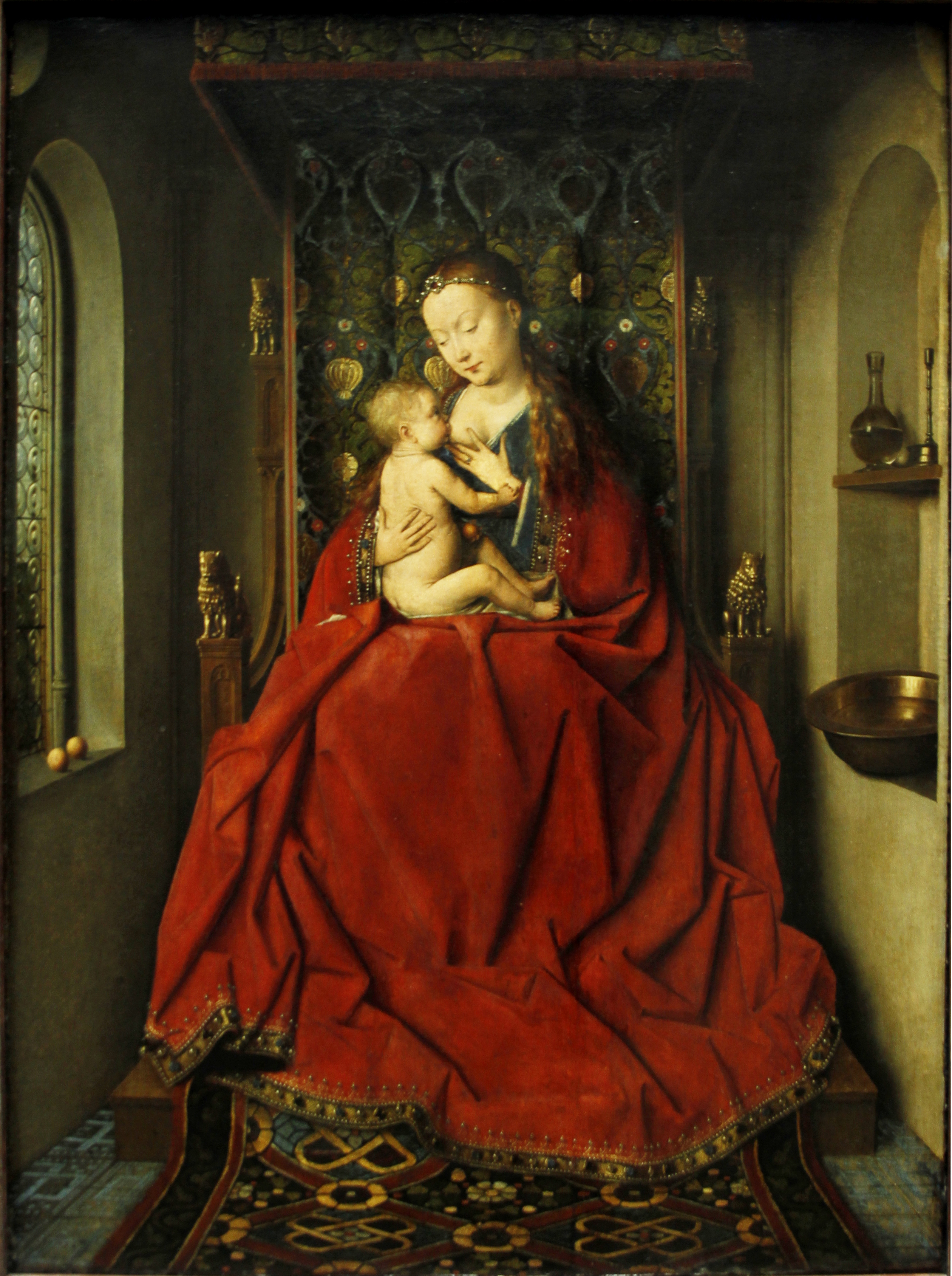
Ян ван Эйк. Мадонна Лукка. Ок. 1430
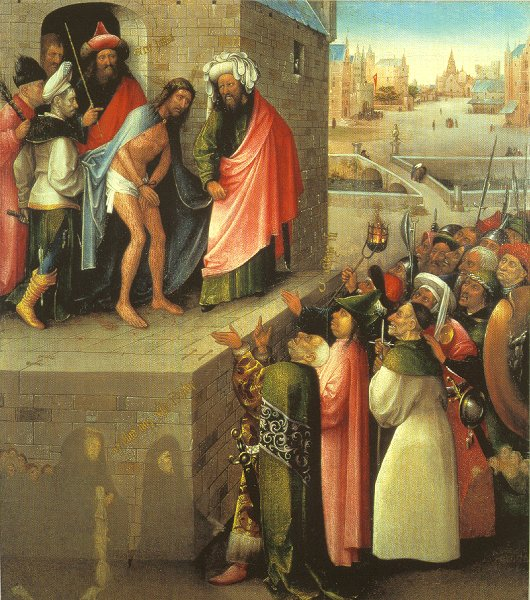
Иероним Босх. Ecce Homo. 1480—1485
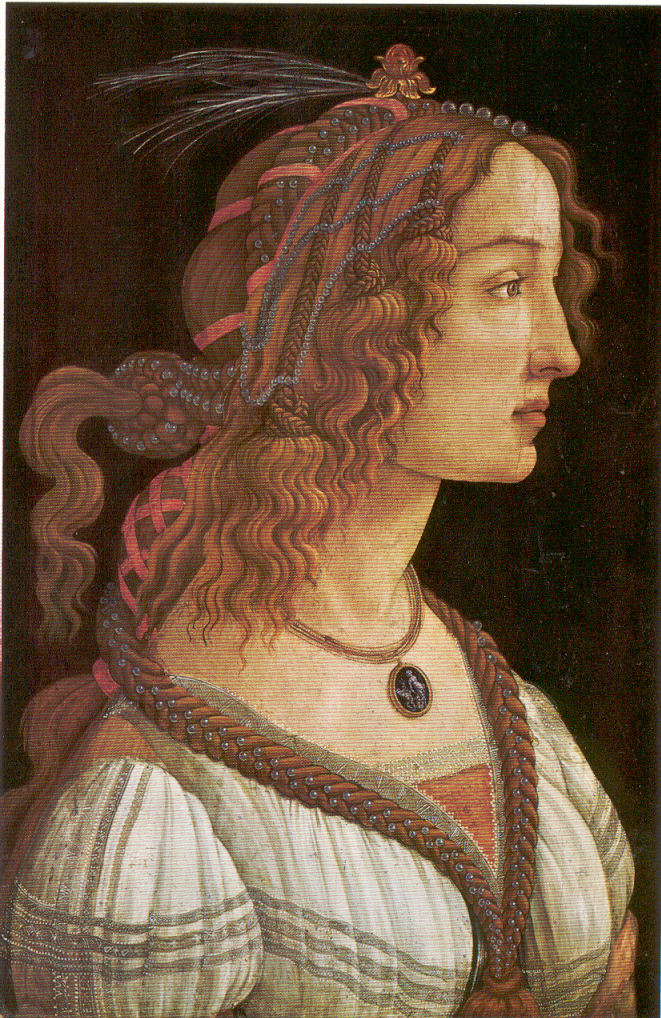
Сандро Боттичелли. Портрет молодой женщины. 1480—1485
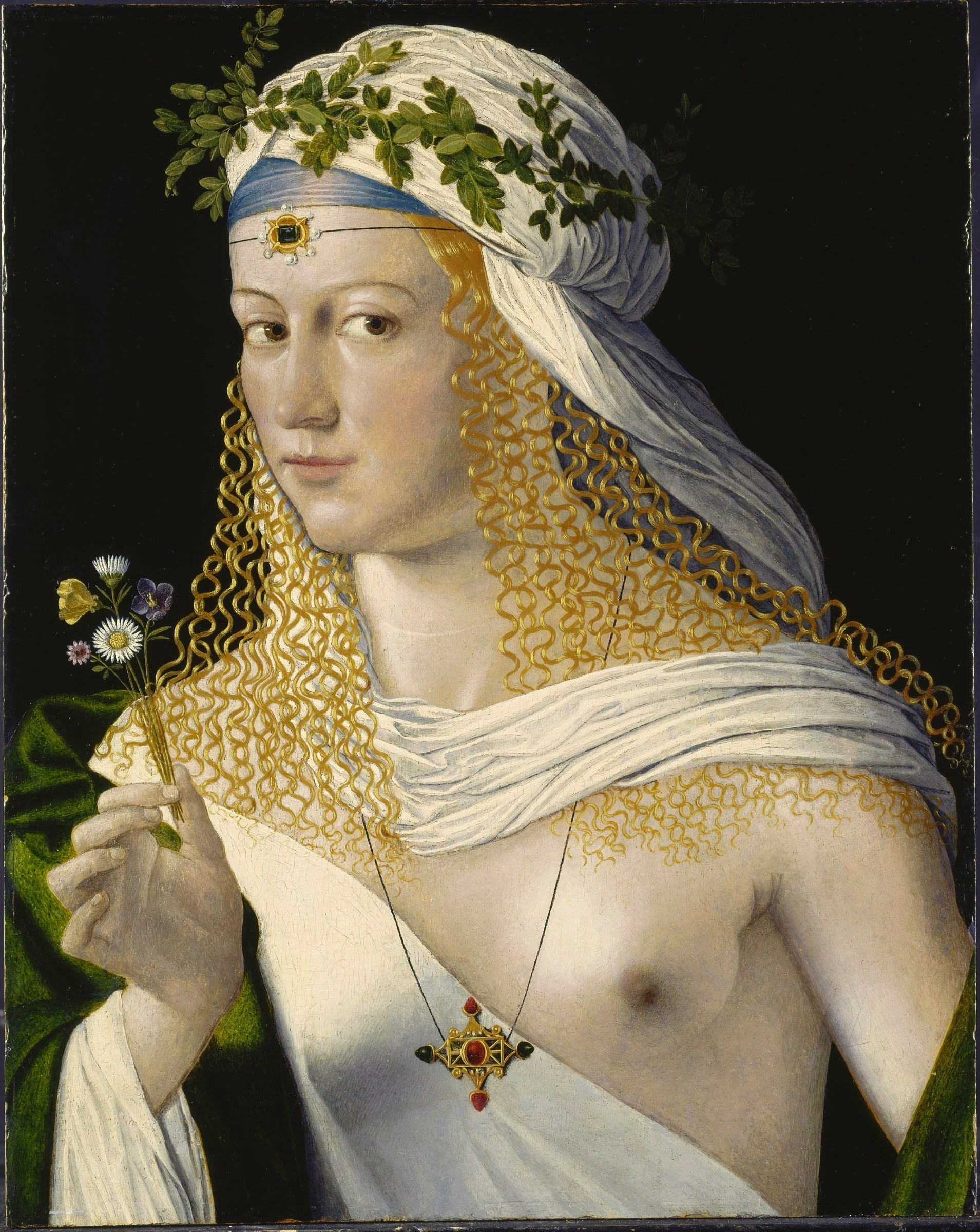
Бартоломео Венето. Флора. Предположительно портрет Лукреции Борджиа.
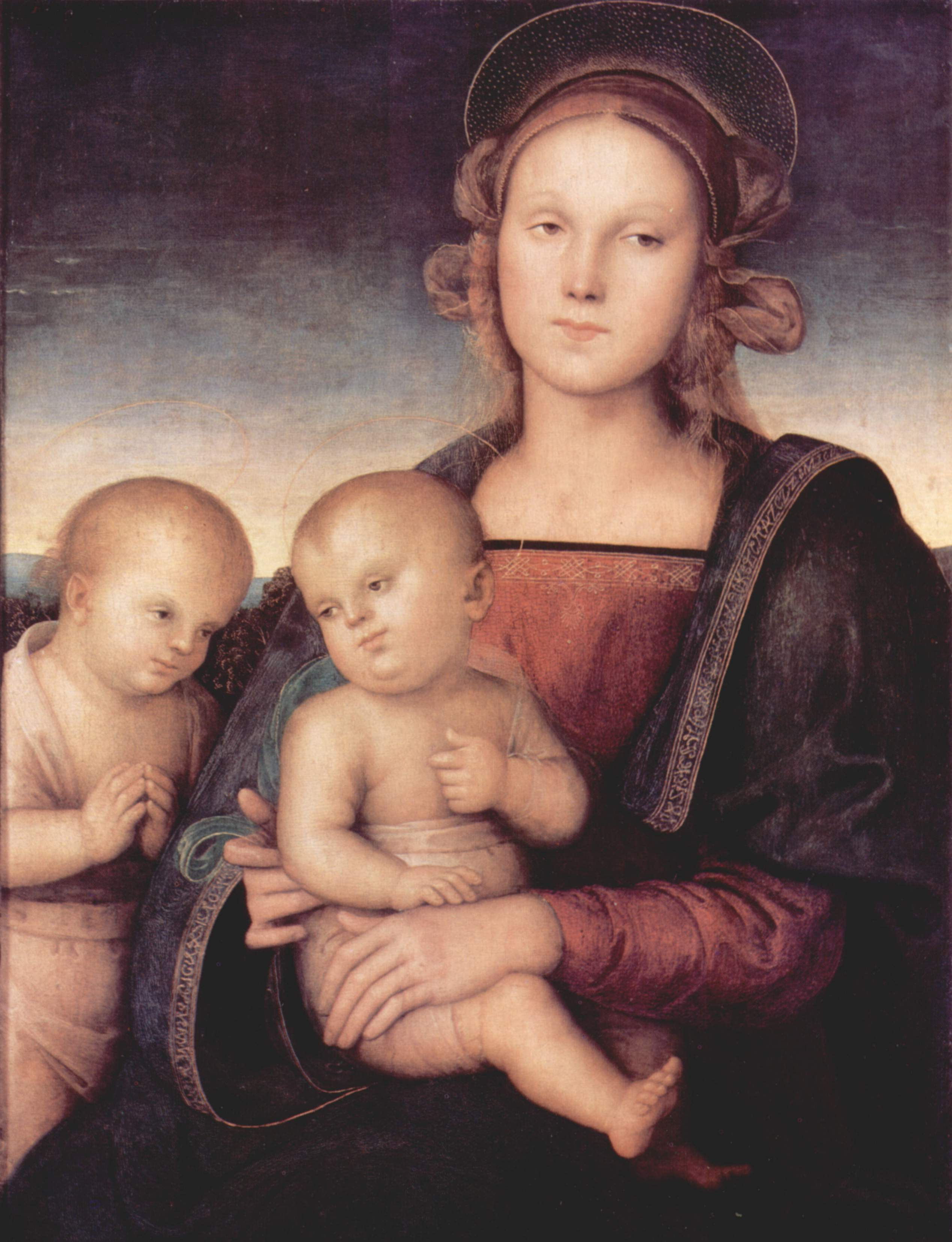
Пьетро Перуджино. Мадонна с Иоанном Крестителем. Ок. 1479
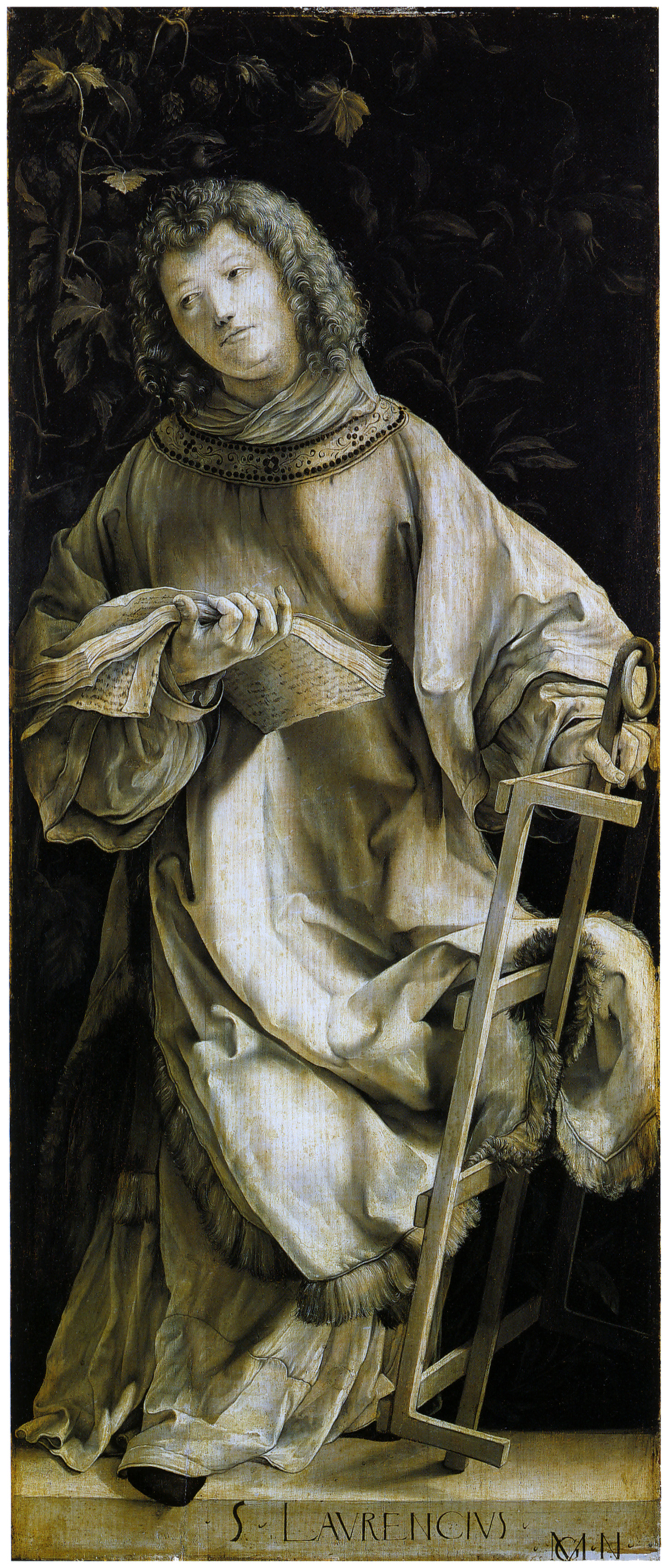
Маттиас Грюневальд. Панель алтаря Геллера. 1509—1510
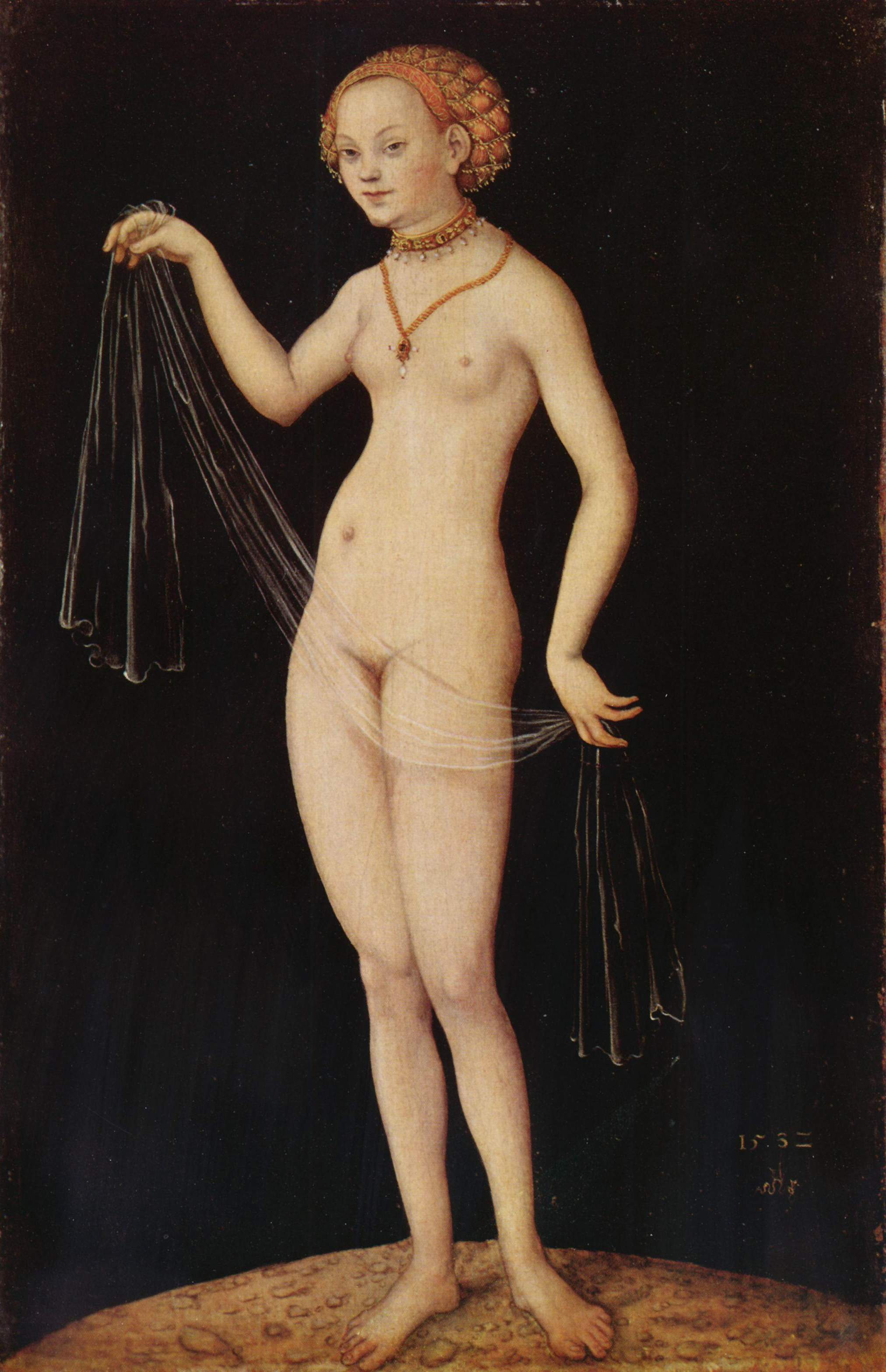
Лукас Кранах Старший. Венера. 1532
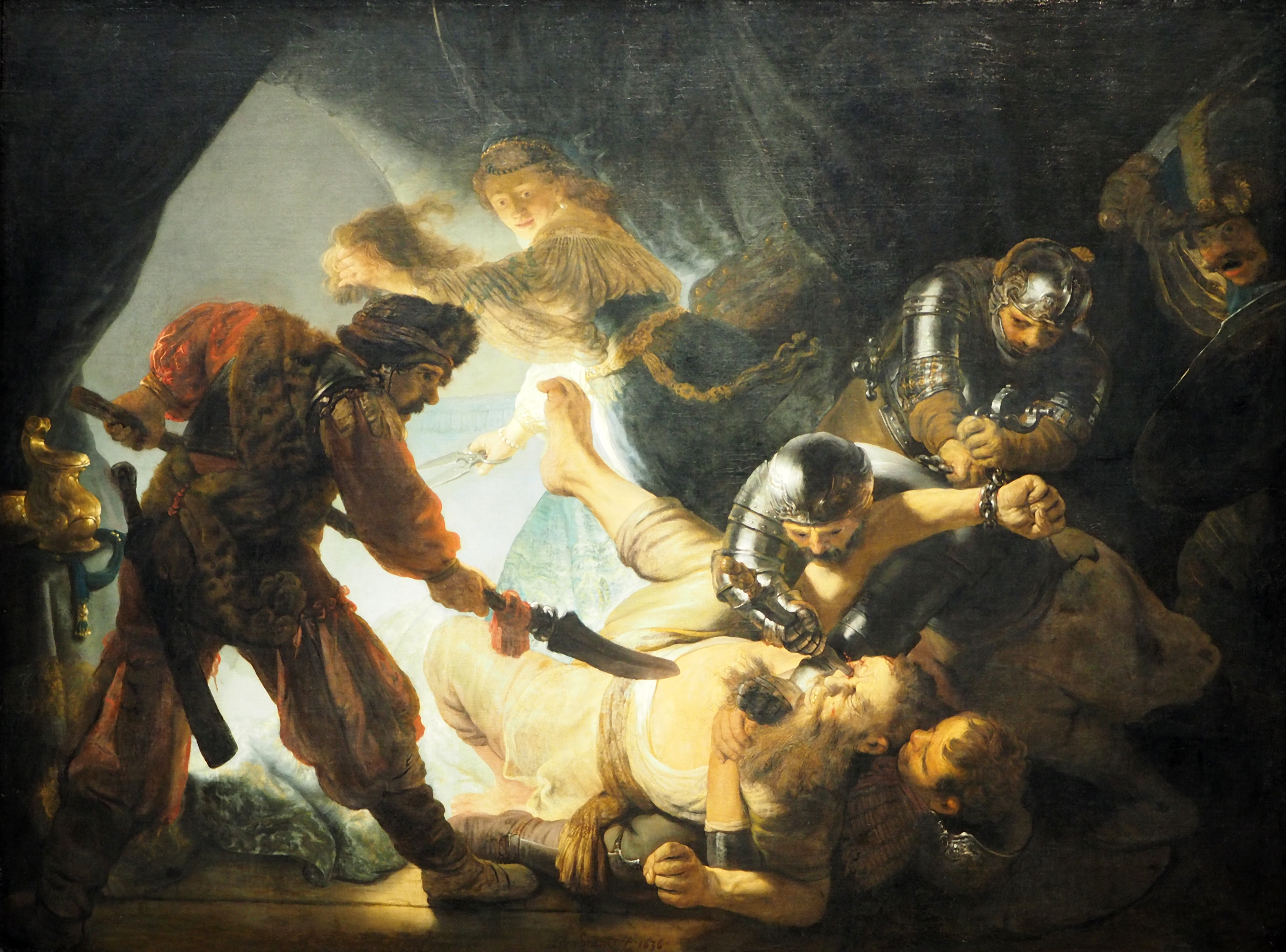
Рембрандт. Ослепление Самсона. 1636
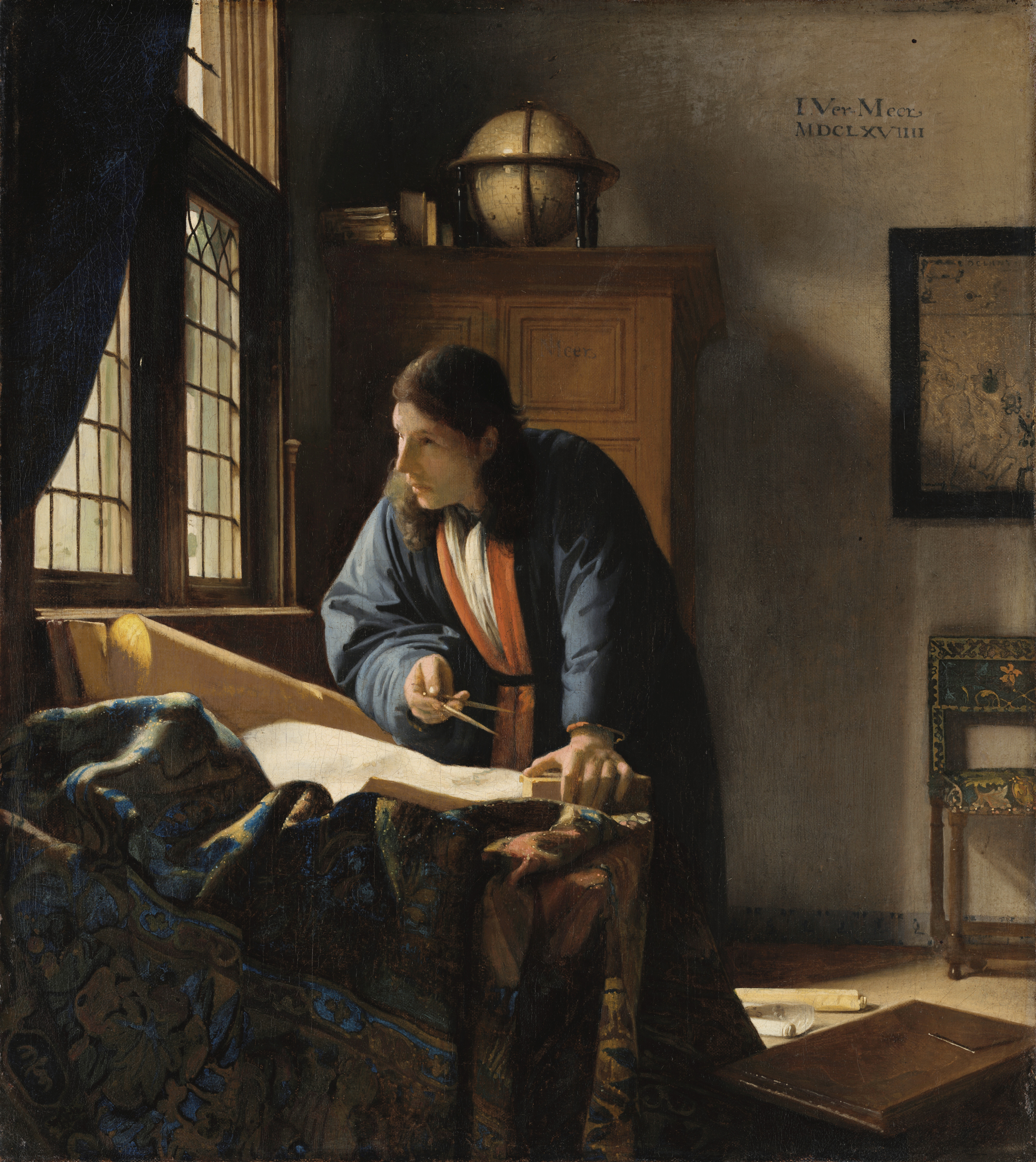
Ян Вермеер. Географ. 1669
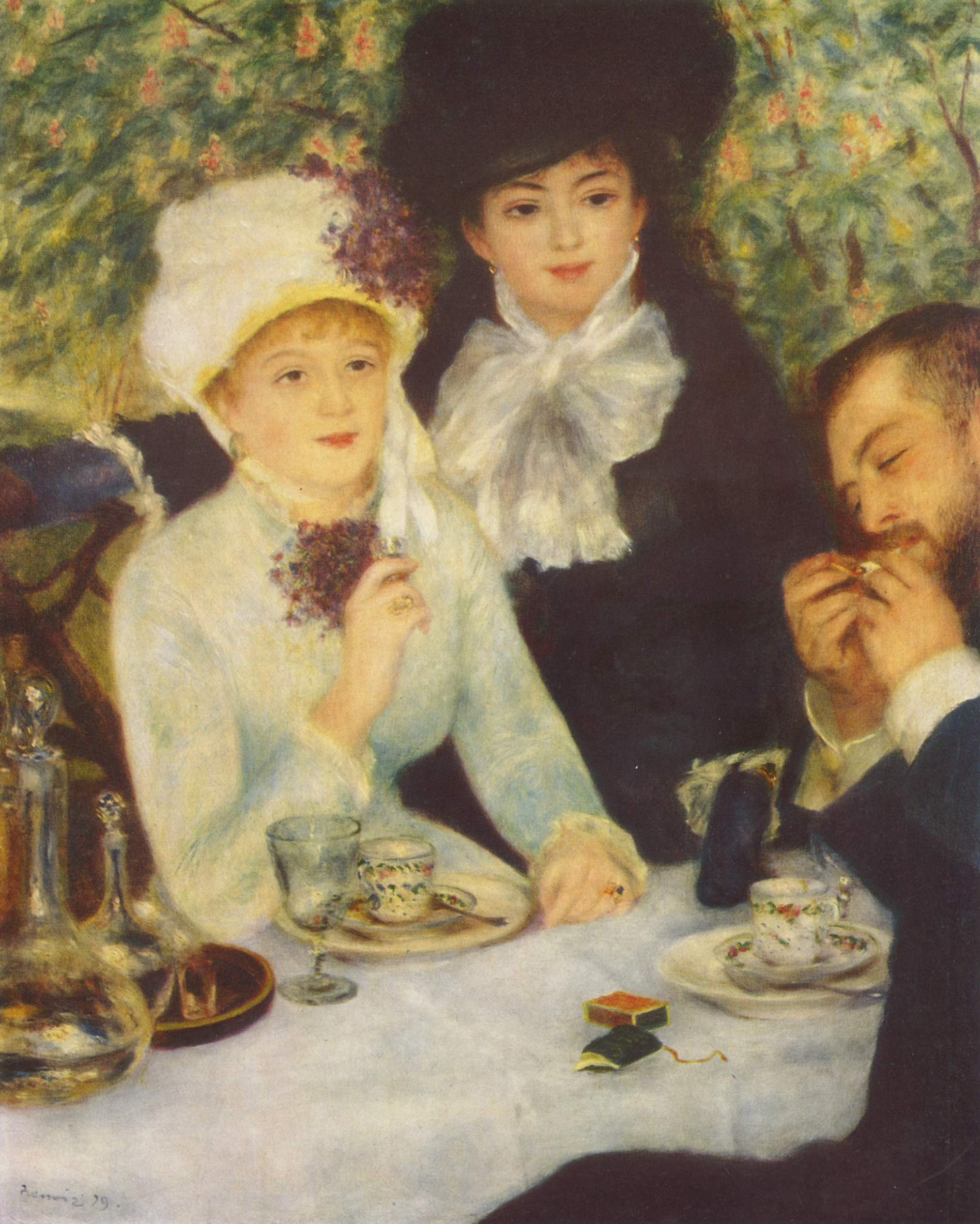
Пьер-Огюст Ренуар. Конец завтрака. 1879
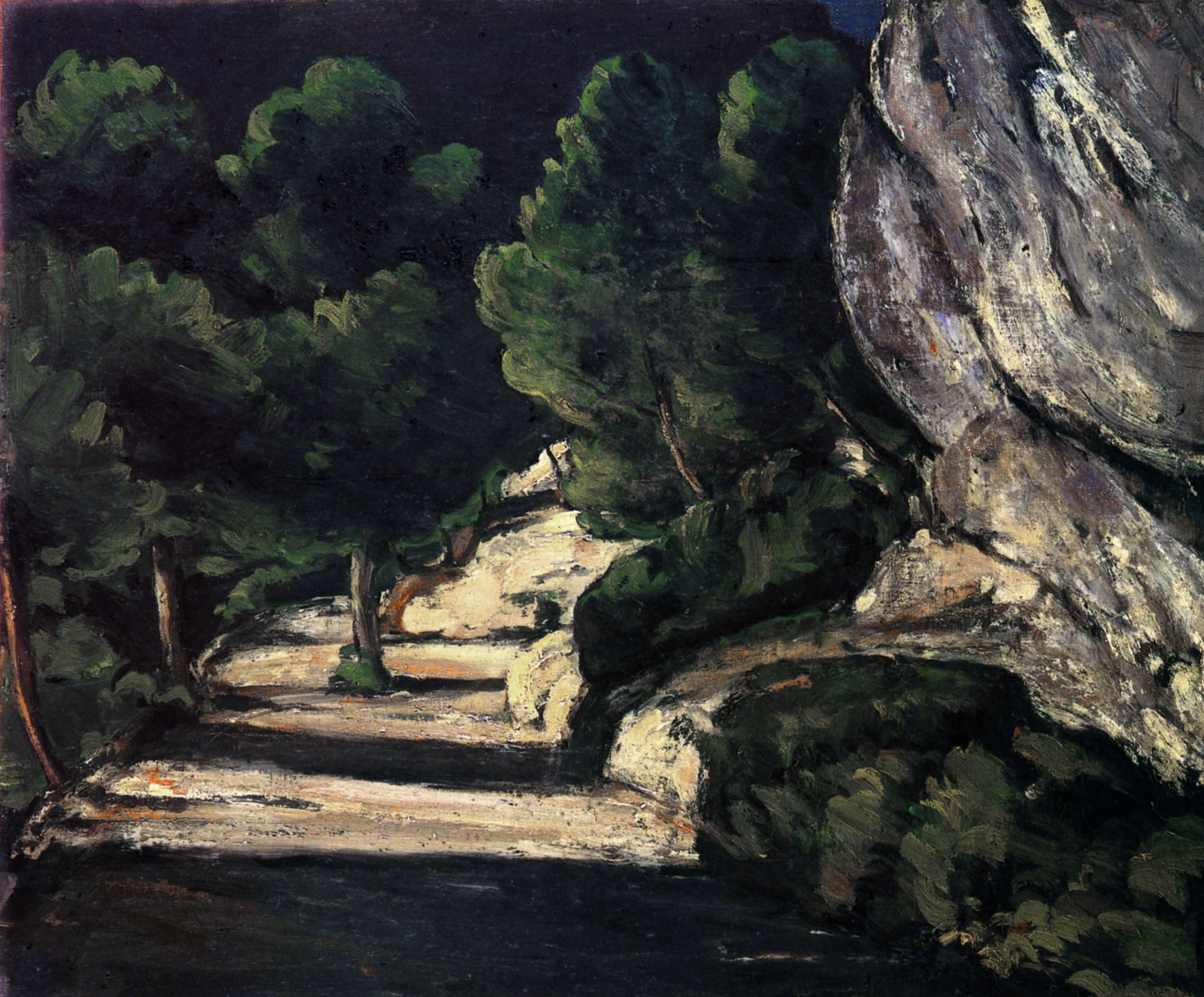
Поль Сезанн. Пейзаж. Ок. 1870
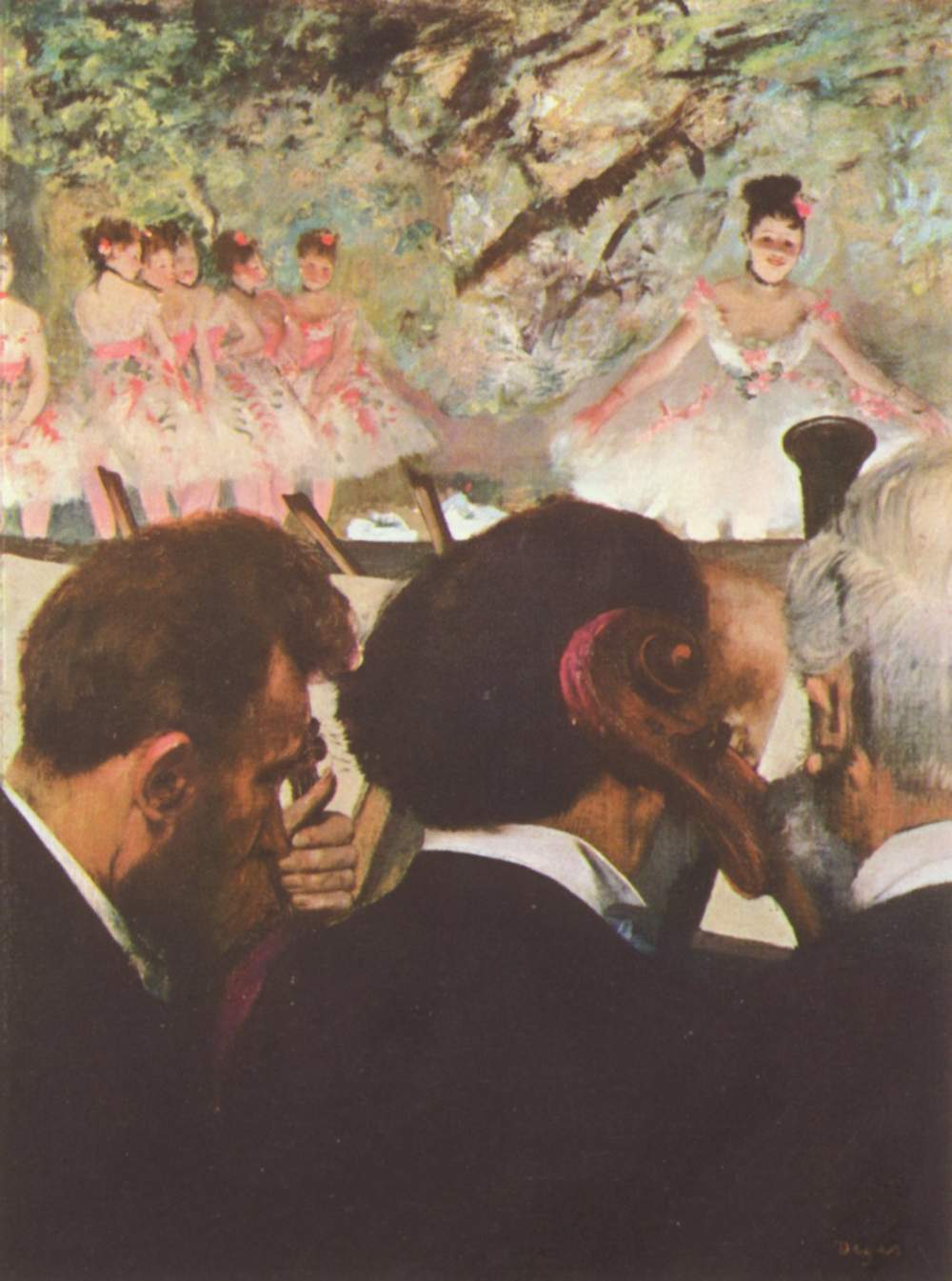
Эдгар Дега. Музыканты в оркестре. 1872